# Bair (Novszka)
Bair falu Horvátországban, Sziszek-Monoszló megyében. Közigazgatásilag Novszkához tartozik.

## Fekvése
Sziszek városától légvonalban 53, közúton 71 km-re délkeletre, községközpontjától légvonalban 6, közúton 8 km-re északkeletre, a Subotska-patak bal partján fekszik. 

## Története
Bair egykor a szomszédos Popovaccal és Brezovaccal együtt Subocki Grad település része volt. 1857-ben 525, 1910-ben 935 lakosa volt. Pozsega vármegye Novszkai járásához tartozott. 1918-ban az új szerb-horvát-szlovén állam, majd később Jugoszlávia része lett. A II. világháború idején a Független Horvát Állam része volt. A háború után enyhült a szegénység és sok ember talált munkát a közeli városokban. Bair 1948 óta számít önálló településnek. 1991-ben lakosságának 89%-a szerb nemzetiségű volt. 1991. június 25-én a független Horvátország része lett, szerb lakossága azonban a szerb erőkhöz csatlakozott. A horvát hadsereg 1991 novemberében az Orkan 91 hadművelet keretében foglalta vissza. A szerb lakosság elmenekült. A településnek 2011-ben mindössze 6 lakosa volt.

## Népesség
| Lakosság változása | Lakosság változása | Lakosság változása | Lakosság változása | Lakosság változása | Lakosság változása | Lakosság változása | Lakosság változása | Lakosság változása | Lakosság változása | Lakosság változása | Lakosság változása | Lakosság változása | Lakosság változása | Lakosság változása | Lakosság változása |
| ------------------ | ------------------ | ------------------ | ------------------ | ------------------ | ------------------ | ------------------ | ------------------ | ------------------ | ------------------ | ------------------ | ------------------ | ------------------ | ------------------ | ------------------ | ------------------ |
| 1857               | 1869               | 1880               | 1890               | 1900               | 1910               | 1921               | 1931               | 1948               | 1953               | 1961               | 1971               | 1981               | 1991               | 2001               | 2011               |
| 525                | 464                | 540                | 301                | 869                | 935                | 889                | 838                | 222                | 211                | 253                | 176                | 114                | 101                | 19                 | 6                  |